# Dibamus montanus
Dibamus montanus är en ödleart som beskrevs av Smith 1921. Dibamus montanus ingår i släktet Dibamus och familjen blindödlor. Inga underarter finns listade i Catalogue of Life.
Arten är bara känd från ett högplatå i centrala Vietnam. Honor lägger ägg.